# Anthonotha fragrans
Anthonotha fragrans är en ärtväxtart som först beskrevs av Baker f., och fick sitt nu gällande namn av Arthur Wallis Exell och Jean Olive Dorothy Hillcoat. Anthonotha fragrans ingår i släktet Anthonotha och familjen ärtväxter. Inga underarter finns listade i Catalogue of Life.